# Densitometer

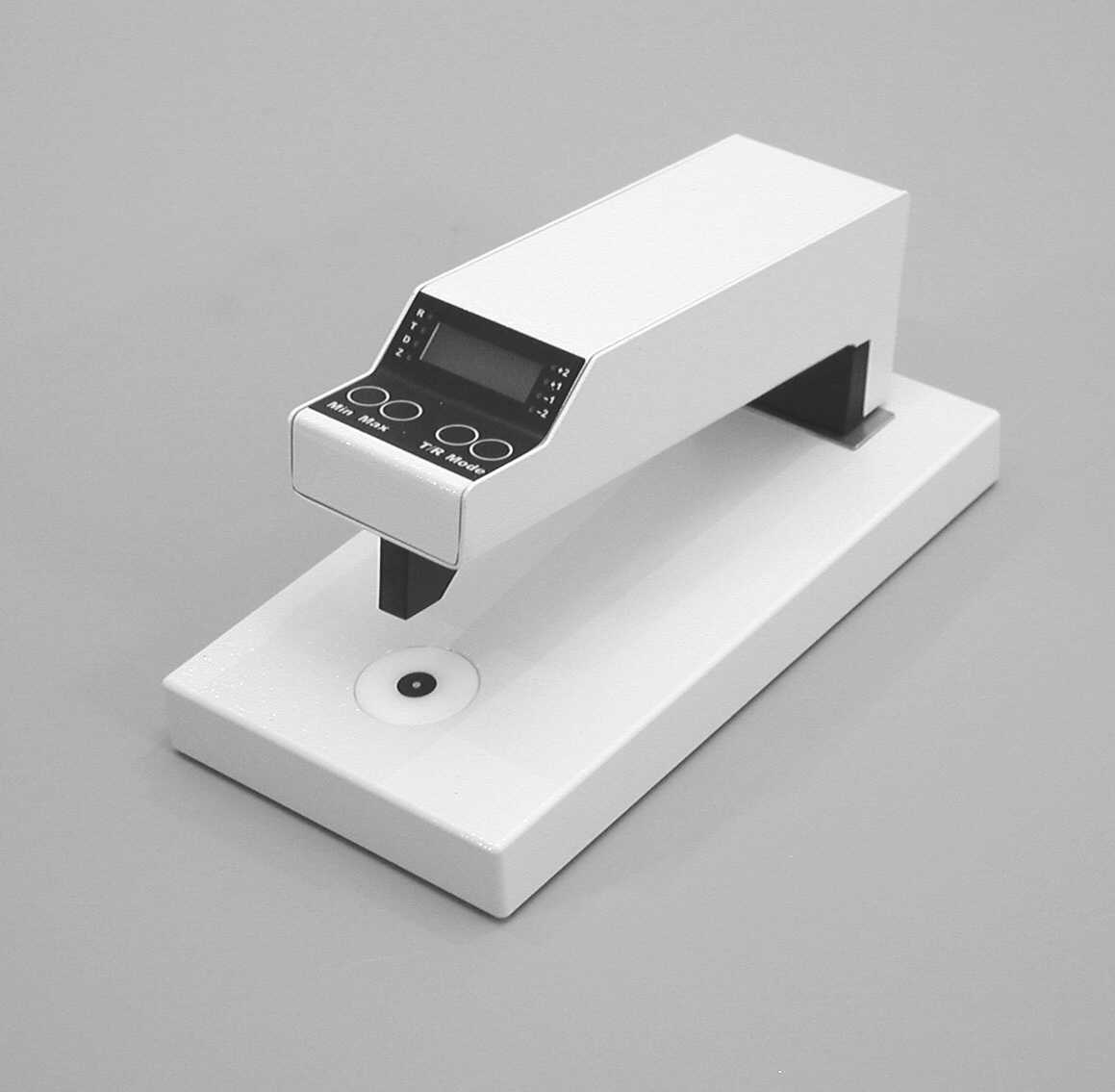
Densitometer

Densitometer är en fotografisk utrustning som används för att mäta tätheten hos ett framkallat fotografisk material.